# Larbi Benboudaoud
Larbi Ben Boudaoud, né le 5 mars 1974 à Dugny en Seine-Saint-Denis, est un judoka français d'origine algérienne. Marié, il est père de deux garçons.

## Biographie

### Les débuts
Fils d’immigrés kabyles et huitième d'une famille de neuf enfants, Larbi Ben Boudaoud décide de commencer le judo en club à l’âge de 10 ans. Il se met à ce sport pour faire comme cinq de ses frères, ses modèles. Il va alors commencer au Bourget puis à Dugny à 15 ans. C'est à partir de la catégorie d'âge junior qu'il remporte des compétitions de niveau national.
À 18 ans, il entre à l’INSEP, ses premiers pas vers le haut niveau. Surnommé « le chat » pour sa vitesse et sa souplesse, il a tout de suite tapé dans l’œil de l’homme qui le mènera vers son titre mondial, René Rambier : « Dès que j’ai commencé à le suivre en 1994, j’ai su que l’on tenait un élément de grand avenir ».

### Carrière d'athlète
Il participe à ses premiers Jeux Olympiques en 1996 à Atlanta. Il est malheureusement battu au premier tour par le Brésilien Guimaraes. Un an plus tard, en 1997, il termine déjà sur la deuxième marche du podium lors des Mondiaux de Paris. La consécration arrive en 1999, lorsqu’à 25 ans, il monte sur la plus haute marche du podium lors des championnats du monde à Birmingham, face au turc Hüseyin Özkan.
Deux fois champion d’Europe, Larbi Ben Boudaoud n’atteindra jamais le Graal olympique, son plus grand regret. Le titre lui échappe en 2000 à Sydney, lors d’une finale qu’il aura tout de même menée, une nouvelle fois face à Hüseyin Özkan. La Fédération française de judo lui décerne, en 2003, le Kimono d’or, qu'il avait déjà failli recevoir en 2000, David Douillet ayant été sacré pour la deuxième fois cette année. 
Ces derniers Jeux à Athènes se termineront sur une défaite frustrante au premier tour à l’âge de 30 ans. Le rêve olympique s’envole. Il décide de se retirer de la compétition sur une belle note en 2005, après sa victoire au championnat de France par équipes avec l'Athletic Club de Boulogne-Billancourt.

### Carrière d'entraîneur
Il ne quittera pas le monde du judo très longtemps, puisqu’en 2006, il devient entraîneur de l'équipe nationale à l'INSEP. Après un passage chez les garçons, il devient entraîneur chez les féminines à partir de 2009. Puis, en novembre 2016, il est nommé responsable de l'équipe de France féminine.
Parmi les athlètes qu'il a entraînés au cours de sa carrière, on retrouve notamment Lucie Décosse. Il l'accompagnera et sera sur la chaise de coach lors des Jeux Olympiques de Londres 2012, où elle y obtient, le 1er août, le titre olympique en catégorie des moins de 70 kg. Il la retrouvera à ses côtés quelques années plus tard, en 2016 ; elle aussi en tant qu’entraîneur de l’équipe de France féminine.
De 2012 à 2021, c’est lui qui coachera Clarisse Agbegnenou, considéré comme la meilleure judokate française de l’histoire. La relation qui unit les deux compères débute bien avant l'équipe de France. En effet, ils s’étaient déjà rencontrés lors d’un stage privé à Clermont-Ferrand. A cette époque, Clarisse n'avait que 16 ans, mais déjà, son futur entraîneur avait détecté son potentiel : "J'ai dit à cette petite qu'elle avait de fortes chances qu'on la retrouve au très haut niveau. Un an après, elle rentrait à l'Insep".
La relation presque « père-fille » entre les deux fonctionnera à merveille, puisque durant cette période, la française remportera 5 titres européens (2013, 2014, 2018, 2019 et 2020), 5 titres mondiaux (2014, 2017, 2018, 2019, 2021) ainsi qu’une médaille d’argent lors des Jeux de Rio 2016, et enfin, le sacre olympique aux Jeux de Tokyo 2020.

### Directeur de la haute performance
Larbi Ben Boudaoud est nommé en janvier 2021 directeur de la haute performance du judo français par Stéphane Nomis, président de la FFJDA. Lors des Jeux Olympiques de Tokyo 2020, il sera à la tête de l'équipe de France. Une réussite puisque le clan français réussira à remporter 8 médailles, dont une en or lors de l'épreuve par équipes. Cette victoire par équipe est encore plus symbolique quand on sait que c’est la première mixte de l'histoire des Jeux, et face au Japon dans leur propre pays.
Larbi Ben Boudaoud décide, en 2022, de démissionner de son poste, après que son président ait décidé de démettre de ses fonctions Christophe Gagliano, que Ben Boudaoud avait nommé au poste de responsable de l'équipe de France masculine. Il décide tout de même de rester à la Fédération et occupe désormais le poste de directeur des relations sportives et institutionnelles.

## Palmarès

### Palmarès National et International
| Année | Compétition                  | Lieu       | Résultat | Catégorie      |
| ----- | ---------------------------- | ---------- | -------- | -------------- |
| 1994  | Championnats d’Europe Junior | Lisbonne   | 2e       | Moins de 65 kg |
| 1995  | Championnats de France       | Paris      | 2e       | Moins de 65 kg |
| 1996  | Championnats d’Europe        | La Haye    | 3e       | Moins de 65 kg |
| 1996  | Championnats d’Europe        | La Haye    | 1er      | Par équipes    |
| 1997  | Championnats d’Europe        | Ostende    | 3e       | Moins de 65 kg |
| 1997  | Championnats du Monde        | Paris      | 2e       | Moins de 65 kg |
| 1998  | Coupe du monde des nations   | Minsk      | 3e       | Par équipes    |
| 1998  | Championnats d’Europe        | Oviedo     | 1er      | Moins de 66 kg |
| 1998  | Championnats du Monde        | Minsk      | 3e       | Par équipes    |
| 1999  | Championnats d’Europe        | Bratislava | 1er      | Moins de 66 kg |
| 1999  | Championnats du Monde        | Birmingham | 1er      | Moins de 66 kg |
| 2000  | Jeux olympiques              | Sydney     | 2e       | Moins de 66 kg |
| 2001  | Championnats d’Europe        | Paris      | 3e       | Moins de 66 kg |
| 2002  | Championnats de France       | Paris      | 3e       | Moins de 73 kg |
| 2003  | Championnats de France       | Paris      | 3e       | Moins de 66 kg |
| 2003  | Championnats du Monde        | Osaka      | 2e       | Moins de 66 kg |
| 2005  | Championnats de France       | Metz       | 1er      | Par équipes    |

### Tournois Grand Chelem et Grand Prix
- Médaille d'or au Tournoi de Paris (France) - 66 kg en 2003
- Médaille de bronze au Tournoi de Paris (France) - 66 kg en 2001
- Médaille d'or à la Coupe Kano (Japon) - 66 kg en 1999
- Médaille d'or au Tournoi de Rome (Italie) - 66 kg en 1998
- Médaille d'or au Tournoi de Rome (Italie) - 65 kg en 1997
- Médaille d'or au Tournoi de Bonn (Allemagne) - 65 kg en 1997
- Médaille d'argent au Tournoi de Paris (France) - 65 kg en 1997
- Médaille d'or au Tournoi de Rome (Italie) - 65 kg en 1996
- Médaille d'argent au Tournoi de Paris (France) - 65 kg en 1996
- Médaille d'or au Tournoi de Birmingham (Grande-Bretagne) - 65 kg en 1995

### En tant qu'entraîneur
- Meilleur entraineur européen (décerné par l'Union européenne de Judo)[12] en 2018

## Grade
- Il obtient sa 6e Dan (ceinture blanche-rouge) le 9 décembre 2004[13]. Puis, il est promu 7e Dan le 2 décembre 2014[14].

## Distinction
- Chevalier de l'ordre national du Mérite par décret du 31 octobre 2000[15].

## Vidéographie
- En 2003, sort le film Tatami de Camille de Casabianca, une plongée dans l'équipe de France, dont il est le héros[16].